# Guárico FC
Guárico Fútbol Club (conocido como Guárico FC) es un club de fútbol profesional venezolano con sede en la ciudad de Calabozo, estado Guárico. Fundado el 29 de septiembre de 2021, el equipo compite en la Tercera División de Venezuela. Sus partidos como local los juega en el Estadio Alfredo Simonpietri, con capacidad para 2.500 espectadores.

## Historia
Guárico FC fue fundado con el propósito de impulsar el fútbol profesional en el estado Guárico y ofrecer una plataforma para jóvenes talentos de la región llanera. Desde su creación, el equipo ha participado activamente en competiciones regionales y nacionales dentro de las categorías inferiores del fútbol venezolano. A pesar de no haber alcanzado aún divisiones superiores, el club ha destacado por su enfoque en el desarrollo juvenil y su impacto en la comunidad deportiva local.

## Estadio
El Estadio Alfredo Simonpietri, ubicado en la ciudad de Calabozo, es el escenario donde el club disputa sus partidos como local. Este recinto deportivo es considerado uno de los principales espacios para la práctica del fútbol en la región.

## Uniforme
- Uniforme titular: Camiseta azul oscuro, pantalón azul oscuro, medias azul oscuro.
- Uniforme secundario: Camiseta blanca, pantalón blanco, medias blancas.

## Datos del club
- Temporadas en 1.ª División: 0
- Temporadas en 2.ª División: 0
- Temporadas en 3.ª División: 3